# Diptford
Diptford – wieś i civil parish w Anglii, w Devon, w dystrykcie South Hams. W 2011 civil parish liczyła 521 mieszkańców. Diptford jest wspomniana w Domesday Book (1086) jako Depeforde/Depeforda.